# 5 000 mètres masculin aux championnats du monde d'athlétisme 1995
Navigation
Stuttgart 1993 Athènes 1997
L'épreuve du 5 000 mètres masculin des championnats du monde d'athlétisme 1995 s'est déroulée les 11 et 13 août 1995 à l'Ullevi Stadion de Göteborg, en Suède. Elle est remportée par le Kényan Ismael Kirui.

## Résultats

### Finale
| Rang               | Athlète           | Pays        | Temps          |
| ------------------ | ----------------- | ----------- | -------------- |
| Médaille d'or      | Ismael Kirui      | Kenya       | 13 min 16 s 77 |
| Médaille d'argent  | Khalid Boulami    | Maroc       | 13 min 17 s 15 |
| Médaille de bronze | Shem Kororia      | Kenya       | 13 min 17 s 59 |
| 4                  | Ismaïl Sghyr      | Maroc       | 13 min 17 s 86 |
| 5                  | Brahim Lahlafi    | Maroc       | 13 min 18 s 89 |
| 6                  | Worku Bikila      | Éthiopie    | 13 min 20 s 12 |
| 7                  | Bob Kennedy       | États-Unis  | 13 min 32 s 10 |
| 8                  | Fita Bayisa       | Éthiopie    | 13 min 34 s 52 |
| 9                  | Dieter Baumann    | Allemagne   | 13 min 39 s 98 |
| 10                 | Philemon Hanneck  | Zimbabwe    | 13 min 41 s 28 |
| 11                 | Gennaro Di Napoli | Italie      | 13 min 46 s 51 |
| 12                 | Mark Carroll      | Irlande     | 13 min 46 s 80 |
| 13                 | Anacleto Jiménez  | Espagne     | 13 min 48 s 53 |
| 14                 | John Nuttall      | Royaume-Uni | 13 min 49 s 25 |
| 15                 | Abdellah Béhar    | France      | 14 min 19 s 04 |